# Communauté de communes Pasquale Paoli
Pour les articles homonymes, voir Pascal Paoli (homonymie).
La communauté de communes Pasquale Paoli est une communauté de communes française, située dans le département de la Haute-Corse et la région Corse.
Elle est née de la fusion des communautés de communes de la Vallée du Golo, du Niolu, de l' Aghja Nova et des Tre Pieve.

## Historique
Le projet de schéma départemental de coopération intercommunale de 2015 impose la fusion des quatre communautés de communes de la Vallée du Golo, du Niolu, de l' Aghja Nova et des Tre Pieve pour former le territoire Grand Centre Corse du fait d'une population inférieure à 5 000 habitants, trois d'entre elles n'atteignant pas  1000 habitants ; le projet initial a été amendé le 8 février 2016 pour maintenir les communes de Bigorno, Campitello et Lento dans la communauté de communes de Marana-Golo et en mars 2016, la commune de Bisinchi a rejoint le périmètre.
L'arrêté de création est pris le 20 décembre 2016.
Portant la dénomination temporaire de « Communauté de communes des quatre territoires », elle est parfois dénommée « communauté des communes du Centre Corse » jusqu'à ce que les conseillers communautaires adopte le nom définitif de Pasquale Paoli, amiral corse et figure de la rébellion de la Corse.

## Composition
La communauté de communes est composée des 42 communes suivantes :

| Nom                     | Code Insee | Gentilé        | Superficie (km2) | Population (dernière pop. légale) | Densité (hab./km2) |
| ----------------------- | ---------- | -------------- | ---------------- | --------------------------------- | ------------------ |
| Omessa (siège)          | 2B193      | Omessiens      | 24,4             | 599 (2022)                        | 25                 |
| Aiti                    | 2B003      |                | 12,17            | 29 (2022)                         | 2,4                |
| Alando                  | 2B005      | Alandesi       | 3,05             | 25 (2022)                         | 8,2                |
| Albertacce              | 2B007      |                | 97,12            | 199 (2022)                        | 2                  |
| Alzi                    | 2B013      |                | 2,74             | 27 (2022)                         | 9,9                |
| Asco                    | 2B023      | Aschesi        | 122,81           | 116 (2022)                        | 0,94               |
| Bisinchi                | 2B039      |                | 12,66            | 198 (2022)                        | 16                 |
| Bustanico               | 2B045      | Bustanicais    | 11,52            | 65 (2022)                         | 5,6                |
| Calacuccia              | 2B047      | Calacuccese    | 18,77            | 270 (2022)                        | 14                 |
| Cambia                  | 2B051      |                | 8,28             | 64 (2022)                         | 7,7                |
| Canavaggia              | 2B059      |                | 34,93            | 119 (2022)                        | 3,4                |
| Carticasi               | 2B068      | Carticasinchi  | 12,8             | 25 (2022)                         | 2                  |
| Casamaccioli            | 2B073      | Casamacciolais | 36,17            | 114 (2022)                        | 3,2                |
| Castellare-di-Mercurio  | 2B078      |                | 6,12             | 28 (2022)                         | 4,6                |
| Castello-di-Rostino     | 2B079      | Castellois     | 12,4             | 508 (2022)                        | 41                 |
| Castifao                | 2B080      | Caccianinchi   | 42,15            | 152 (2022)                        | 3,6                |
| Castiglione             | 2B081      | Castiglionais  | 23,17            | 41 (2022)                         | 1,8                |
| Castineta               | 2B082      |                | 9,15             | 35 (2022)                         | 3,8                |
| Castirla                | 2B083      |                | 24,32            | 144 (2022)                        | 5,9                |
| Corscia                 | 2B095      | Curscinchi     | 58,99            | 124 (2022)                        | 2,1                |
| Erbajolo                | 2B105      | Erbajolais     | 15,45            | 92 (2022)                         | 6                  |
| Érone                   | 2B106      |                | 3,89             | 10 (2022)                         | 2,6                |
| Favalello               | 2B110      |                | 5,56             | 68 (2022)                         | 12                 |
| Focicchia               | 2B116      | Focicchiens    | 7,11             | 32 (2022)                         | 4,5                |
| Gavignano               | 2B122      | Gavignanais    | 10,94            | 60 (2022)                         | 5,5                |
| Lano                    | 2B137      | Lanais         | 8,15             | 21 (2022)                         | 2,6                |
| Lozzi                   | 2B147      | Lozziens       | 30,79            | 110 (2022)                        | 3,6                |
| Mazzola                 | 2B157      | Mazzolais      | 6,59             | 25 (2022)                         | 3,8                |
| Moltifao                | 2B162      | Moltifinchi    | 55,19            | 719 (2022)                        | 13                 |
| Morosaglia              | 2B169      | Merusaglinchi  | 24,45            | 961 (2022)                        | 39                 |
| Piedigriggio            | 2B220      | Piedigriggeois | 10,43            | 153 (2022)                        | 15                 |
| Popolasca               | 2B244      | Popolascais    | 10,24            | 42 (2022)                         | 4,1                |
| Prato-di-Giovellina     | 2B248      | Pratais        | 12,21            | 51 (2022)                         | 4,2                |
| Rusio                   | 2B264      | Rusinchi       | 8,58             | 63 (2022)                         | 7,3                |
| Saliceto                | 2B267      |                | 12,54            | 46 (2022)                         | 3,7                |
| San-Lorenzo             | 2B304      |                | 10,15            | 139 (2022)                        | 14                 |
| Sant'Andréa-di-Bozio    | 2B292      |                | 24,03            | 56 (2022)                         | 2,3                |
| Santa-Lucia-di-Mercurio | 2B306      |                | 23,79            | 116 (2022)                        | 4,9                |
| Sermano                 | 2B275      |                | 7,62             | 76 (2022)                         | 10                 |
| Soveria                 | 2B289      | Sovériens      | 11,73            | 112 (2022)                        | 9,5                |
| Tralonca                | 2B329      | Traloncais     | 15,7             | 115 (2022)                        | 7,3                |
| Valle-di-Rostino        | 2B337      | Vallais        | 15,6             | 168 (2022)                        | 11                 |

## Administration

### Siège
Le siège de la communauté de communes est fixé sur le Site Prumitei - Francardo, 20236 Omessa

### Conseil communautaire
En janvier 2017, 59 conseillers communautaires siégeait dans le conseil selon la répartition de droit commun.
| Nombre de délégués | Communes            |
| ------------------ | ------------------- |
| 8                  | Morosaglia          |
| 5                  | Moltifao            |
| 4                  | Omessa              |
| 3                  | Castello-di-Rostino |
| 2                  | Calacuccia          |
| 1                  | Les autres communes |

### Présidence
| Période      | Période        | Identité              | Étiquette      | Qualité                          |
| ------------ | -------------- | --------------------- | -------------- | -------------------------------- |
| janvier 2017 | septembre 2020 | Paul-Toussaint Parigi | Femu a Corsica | Maire de Santa-Lucia-di-Mercurio |
| octobre 2020 | En cours       | François Sargentini   |                |                                  |

## Compétences
La structure adhère au 
- Syndicat mixte pour la valorisation des déchets de Corse (SYVADEC)

## Démographie
| 1968  | 1975  | 1982  | 1990  | 1999  | 2006  | 2011  | 2016  | 2022  |
| ----- | ----- | ----- | ----- | ----- | ----- | ----- | ----- | ----- |
| 7 443 | 6 477 | 5 976 | 4 889 | 5 520 | 6 059 | 6 285 | 6 231 | 6 117 |